# Sporting Clube de Braga 2015-2016
Questa voce raccoglie le informazioni riguardanti lo Sporting Clube de Braga nelle competizioni ufficiali della stagione 2015-2016.

## Rosa
| N. |                       | Ruolo | Calciatore          |
| -- | --------------------- | ----- | ------------------- |
| 4  | Brasile (bandiera)    | C     | Alef                |
| 5  | Francia (bandiera)    | D     | Willy Boly          |
| 6  | Portogallo (bandiera) | D     | André Pinto         |
| 7  | Portogallo (bandiera) | A     | Wilson Eduardo      |
| 8  | Brasile (bandiera)    | C     | Luíz Carlos         |
| 9  | Brasile (bandiera)    | A     | Crislan             |
| 14 | Spagna (bandiera)     | C     | Aarón Ñíguez        |
| 15 | Brasile (bandiera)    | D     | Baiano              |
| 16 | Brasile (bandiera)    | D     | Djavan              |
| 17 | Portogallo (bandiera) | A     | Rui Fonte           |
| 18 | Portogallo (bandiera) | C     | Rafa Silva          |
| 19 | Serbia (bandiera)     | A     | Nikola Stojiljković |
| 20 | Egitto (bandiera)     | A     | Hassan              |

| N. |                       | Ruolo | Calciatore       |
| -- | --------------------- | ----- | ---------------- |
| 21 | Brasile (bandiera)    | C     | Filipe Augusto   |
| 23 | Portogallo (bandiera) | A     | Pedro Santos     |
| 24 | Portogallo (bandiera) | D     | Ricardo Ferreira |
| 25 | Norvegia (bandiera)   | D     | Stian Ringstad   |
| 27 | Portogallo (bandiera) | C     | Josuè            |
| 28 | Portogallo (bandiera) | P     | Marafona         |
| 30 | Brasile (bandiera)    | A     | Alan             |
| 32 | Brasile (bandiera)    | D     | Arghus           |
| 35 | Montenegro (bandiera) | C     | Nikola Vukčević  |
| 63 | Brasile (bandiera)    | C     | Mauro            |
| 87 | Brasile (bandiera)    | D     | Marcelo Goiano   |
| 92 | Brasile (bandiera)    | P     | Matheus          |